# The Wheel (film)
The Wheel is een Amerikaanse dramafilm uit 1925 onder regie van Victor Schertzinger. Destijds werd de film in Nederland uitgebracht onder de titel Roulette.

## Verhaal
De rijke ouders van Ted Morton zijn bezorgd over zijn gokprobleem. Ze willen dat hij trouwt en een gezin sticht. Wanneer hij de eenvoudige modiste Kate O'Hara als zijn bruid kiest, is zijn vader zo kwaad dat hij hem onterft. Ted zet zijn wil toch door en hij gaat aan de slag als autoverkoper. Het ex-liefje van Kate heeft een goktent en hij wil haar terugwinnen door de gokverslaving van Ted aan te wakkeren. 

## Rolverdeling
| Acteur              | Personage           |
| ------------------- | ------------------- |
| Margaret Livingston | Elsie Dixon         |
| Harrison Ford       | Ted Morton          |
| Claire Adams        | Kate O'Hara         |
| Mahlon Hamilton     | Edward Baker        |
| David Torrence      | Theodore Morton sr. |
| Julia Swayne Gordon | Mevrouw Morton      |
| Clara Horton        | Nora Malone         |
| George Harris       | Sammy               |
| Erin La Bissoniere  | Rhea Weinstein      |
| Russ Powell         | Dan Satterly        |
| Hazel Powell        | Clara               |